# Aussprache der englischen Sprache
Die Aussprache der englischen Sprache bezeichnet die Phonetik und die Phonologie der englischen Sprache. Die Aussprache der englischen Sprache ist nicht überall dieselbe, denn es gibt diverse Varietäten, die zum Teil standardisiert wurden. Die wichtigsten Standardformen des Englischen sind Received Pronunciation (RP, Großbritannien), General American (GAm, Vereinigte Staaten von Amerika) und General Australian (GAu, Australien). In den meisten Belangen stimmt die Aussprache dieser Varietäten jedoch miteinander überein.

## Phoneme
Der Lautbestand des Englischen variiert. So werden einige Laute nicht in allen Varietäten gesprochen, z. B. [x] oder [ʍ]. Zudem gibt es einige Laute, die nur als Allophone auftreten. Sie kommen ebenfalls nicht in allen Mundarten vor (z. B. [ç] oder [ʔ]).
Bei den Vokalen gibt es beträchtliche regionale Unterschiede, so wird das ‚a‘ in ‚ask‘ (fragen) u. a. als [ɑː], [æˑ], [äː], [a], oder [ɛ] ausgesprochen, das ‚u‘ in ‚cut‘ (schneiden) u. a. als [ɐ], [ɜ], [ä], [ʌ], [ə], [ɔ] oder [ʊ].

### Konsonanten
|             | Bilabial | Labio- dental | Dental | Alveolar | Post- alveolar | Retroflex | Palatal | Velar  | Glottal |
| ----------- | -------- | ------------- | ------ | -------- | -------------- | --------- | ------- | ------ | ------- |
| Nasal       | m3       |               |        | n3       |                |           |         | ŋ3     |         |
| Plosiv      | p b      |               |        | t d      |                |           |         | k ɡ    |         |
| Frikativ    |          | f v           | θ ð    | s z      | ʃ ʒ            |           | (ç)1    | (x)1   | h       |
| Affrikate   |          |               |        |          | tʃ dʒ          |           |         |        |         |
| Approximant |          |               |        |          | ɹ2             |           | j       | (ʍ)1 w |         |
| Lateral     |          |               |        | l2, 3    |                |           |         |        |         |

1. Dieses Phonem kommt nicht in allen Varietäten des Englischen vor
2. Die genaue Aussprache kann variieren
3. Diese Laute können in unbetonten Silben silbisch gesprochen werden.

#### Die Nasale
- /m/: z. B. man, dim. Wird vor labiodentalen Konsonanten als [ɱ] ausgesprochen (z. B. symphony).
- /n/: z. B. name, thin. Wird vor labiodentalen Konsonanten als [ɱ] ausgesprochen (z. B. influence).
- /ŋ/: z. B. bank, thing. Tritt nicht silbeninitial auf.

#### Die Plosive
- /p/: z. B. spill, plough. Wird silbeninitial als [pʰ] ausgesprochen (z. B. pan). Wird silbenfinal als [ˀp] ausgesprochen (z. B. dip).
- /b/: z. B. ban, bride, throb.
- /t/: z. B. steal, try. Wird silbeninitial als [tʰ] ausgesprochen (z. B. tan). Wird silbenfinal als [ˀt] ausgesprochen (z. B. debt). Wird vor /⁠ɹ⁠/ oft zu [t͡ʃ].
- /d/: z. B. dove, dream, bad. Wird vor /⁠ɹ⁠/ oft zu [d͡ʒ].
- /k/: z. B. skill, creep. Wird silbeninitial als [kʰ] ausgesprochen (z. B. cold). Wird silbenfinal als [ˀk] ausgesprochen (z. B. deck).
- /g/: z. B. gear, glow, dig.
- [ʔ]: z. B. uh-oh, Hawaiʻi. Der glottale Plosiv ist in einigen englischen Mundarten ein Allophon von /⁠p⁠/, /⁠t⁠/ und /⁠k⁠/ am Wortende, nach unbetontem Vokal oder vor betontem Vokal (dies schließt auch silbische /⁠l⁠/, /⁠m⁠/ und /⁠n⁠/ ein). Beispiel: button. Zudem kommt der Knacklaut in vielen (vor allem britischen) Mundarten als Grenze zwischen ähnlichen Vokalen (z. B. co-(ʔ)operation) oder zwischen einem Schwa und dem darauffolgenden Vokal (z. B. ultra(ʔ)ism) vor. Am Satzbeginn und bei einer besonders deutlichen und langsamen Aussprache gehen den Wörtern, die mit einem Vokal beginnen, ein Knacklaut voran (z. B. (ʔ)Attention!). Er tritt auch in Interjektionen auf (z. B. uh-(ʔ)oh) sowie bei authentischer Aussprache fremder Begriffe (z. B. Hawaiʻi oder (ʔ)autobahn). Der Knacklaut wird trotzdem nicht als phonemisch betrachtet und seine Existenz ist den meisten Sprechern nicht bewusst, da er nicht geschrieben wird (Ausnahmen können Satzzeichen wie Apostroph oder Bindestrich sein).

#### Die Frikative

H-dropping in englischen Dialekten

- /f/: z. B. fan, from, laugh, phony.
- /v/: z. B. van, vroom, dive, of, wisent.
- /θ/: z. B. thorne, throw, bath, theatre. Wird von manchen Sprechern (nicht standardgemäß) als [f], [t̪] oder [h] ausgesprochen.
- /ð/: z. B. that, breathe, with. Wird von manchen Sprechern (nicht standardgemäß) als [v] oder [d̪] ausgesprochen.
- /s/: z. B. sane, step, pass.
- /z/: z. B. zone, seize, is.
- /ʃ/: z. B. ship, shrink, fish, nation.
- /ʒ/: z. B. vision, garage (GAm). Tritt nicht silbeninitial auf.
- /ç/: z. B. hue, Reich, Gemuetlichkeit. In fast allen Mundarten aus Vereinfachung von /hju:/ zu /ç(j)u:/ entstanden (in den übrigen Mundarten /hju:/ oder /ju:/). Tritt außerdem in Fremdwörtern auf (meist aber als [k] ausgesprochen).
- /x/: z. B. loch, ugh. Dieses nicht mehr produktive Phonem ist in den meisten Mundarten zu /f/ geworden oder verstummt. Es tritt in nativen Wörtern nur im schottischen Englisch auf. Außerdem kommt es in Fremdwörtern (z. B. patriarch im schottischen Englisch), Namen (z. B. Johann Sebastian Bach, Nikita Khrushchev) und Interjektionen (z. B. blech) vor. Ein Großteil der Englischsprecher hat Probleme mit diesem Laut und spricht ihn als /k/ oder /h/ aus. Wenn die originalgetreue Aussprache von Fremdwörtern angestrebt wird, tritt dieser Laut möglicherweise auch auf, z. B. bei Wörtern aus dem Spanischen (jalapeño), aus dem Deutschen (Sprachbund), Jiddischen (chutzpah), Hebräischen (Hannukah), Arabischen (sheikh) oder Russischen (Doukhobor).

- /h/: z. B. hat. Dieser Laut tritt nur silbeninitial auf. Die einzigen möglichen Konsonantcluster sind /hjuː/ und /hw/, welche aber in den meisten Varietäten als /ç(j)uː/ bzw. /w/ ausgesprochen werden. Zwischen Vokalen wird /h/ oft als [ɦ] ausgesprochen.

In vielen englischen Dialekten wie dem Cockney wird das /h/ überhaupt nicht ausgesprochen. Dies wird als h-dropping bezeichnet.

#### Die Affrikaten
- /t͡ʃ/: z. B. chew, fetch, true (siehe /t/). Wird silbenfinal als [ˀt͡ʃ] ausgesprochen (z. B. fetch).
- /d͡ʒ/: z. B. jam, edge, dry (siehe /d/).

Prinzipiell werden alle Konsonantencluster des Typs „Plosiv + Frikativ“ als Affrikate ausgesprochen (z. B. cats [kæt͡s]). Dies sind aber keine Phoneme.

#### Die zentralen Approximanten
- /ɹ/: z. B. run, bridge. Je nach Mundart kann /ɹ/ unterschiedlich ausgesprochen werden. Die häufigste Aussprachevariante ist ein postalveolarer Approximant [ɹ]. Weitere sind der retroflexe Approximant [ɻ], der alveolare Vibrant [r] oder der alveolare Tap [ɾ]. Der Einfachheit halber wird dieser Laut oft als /r/ notiert. In einigen wenigen Mundarten wird zwischen einem alveolaren und einem retroflexen /ɹ/ unterschieden: vgl. rap [ɹæp] und wrap [ɻæp] oder ring [ɹɪŋ] und wring [ɻɪŋ]. Man unterscheidet rhotische und nicht-rhotische Dialekte. Zu den rhotischen Dialekten gehören amerikanisches und schottisches Englisch, zu den nicht-rhotischen gehören britisches, australisches und südafrikanisches Englisch. In letzteren tritt /ɹ/ nicht silbenfinal auf (außer als linking R oder intrusive R.) Daher: bar wird in Amerika meistens [bɑ:ɹ] ausgesprochen, in England meistens [bɑ:] (aber: the bar of [ðə bɑ:ɹ ɒv], linking R). Siehe auch Rhotizität.
- /j/: z. B. year, new, bay, Hallelujah. Ein stets konsonantisches /j/ tritt nur silbeninitial und nicht in Clustern auf. Einige Diphthonge werden manchmal mit „j“ anstatt „ɪ“ analysiert: boy [bɔ͡ɪ] oder (selten [bɔj]).
- /ʍ/: z. B. whine. Tritt nur silbeninitial auf und nicht in Clustern. Eine alternative Analyse ist /hw/. Dieses nicht mehr produktive Phonem wird von den meisten Sprechern als /w/ ausgesprochen (wine-whine merger).
- /w/: z. B. wine, quite, now. Tritt konsonantisch nur silbeninitial auf. Es ist aber auch in Diphthongen anzutreffen, in denen es meist als ʊ notiert wird (z. B. house [haʊs] oder (selten) [haws]).

#### Der Rest
- /l/: z. B. long, clock. Steht mit [ɫ] in Allophonie.
- [ɫ]: z. B. call, bottle. Ein Allophon von /l/. Je nach Varietät wird [ɫ] unterschiedlich eingebracht (z. B. nur silbenfinal, immer, nie).
- [ɾ]: z. B. better, rider, get on. Das Zungenspitzen-R ist vor allem in amerikanischen und australischen Mundarten ein Allophon von /t/ und /d/, wenn sie sich zwischen Vokalen (einschließlich der silbischen Konsonanten [ɹ̩], [l̩] und [m̩]) befinden und die folgende Silbe unbetont ist.

### Vokale

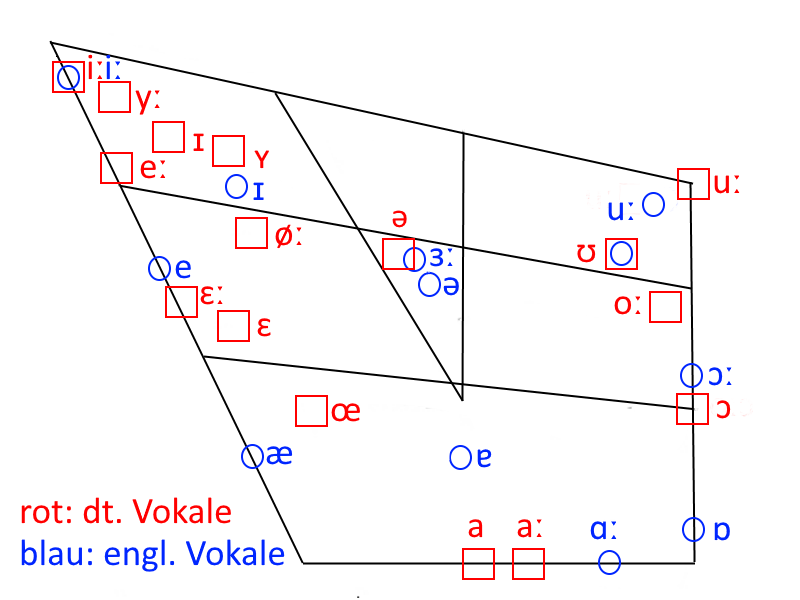
Vokaltrapez mit Angabe der Zungenstellungen der deutschen (rot) Monophthonge und der Monophthonge im britischen RP (blau).

Die Aussprache der Vokale variiert sehr stark. Das O in ‚lot‘ wird in Received Pronunciation als [ɒ] ausgesprochen, in General American als [ɑ] und in General Australian als [ɔ]. Einige Phoneme können sowohl als Monophthonge als auch als Diphthonge ausgesprochen werden. In diesem Artikel wird die übliche Notation vorgezogen.
Bei Vokalen unterscheidet man zwischen gespannten und ungespannten Vokalen. Bei gespannten Vokalen liegt eine größere Muskelspannung vor. Dies ist der Fall bei Langvokalen, Diphthongen und Triphthongen.
Kurzvokale sind dagegen ungespannt. Lediglich gespannte (lange) Vokale treten grundsätzlich in betonten offenen Silben auf, d. h. in betonten Silben, die nicht auf einen Konsonanten enden. Andererseits können ausschließlich ungespannte (kurze) Vokale vor dem velaren Nasal ŋ vorkommen.
Lang- und Kurzvokale unterscheiden sich im Englischen wie im Deutschen nicht nur quantitativ, sondern auch qualitativ. Die Langvokale sind geschlossener als die Kurzvokale bzw. Kurzvokale sind offener als Langvokale. Lang- und Kurzvokale unterscheiden sich also hinsichtlich der Zungenstellung, wie man anhand des Vokaltrapezes und an der Darstellung in der IPA-Notation sieht:
- ɑː wie in „bath“ – ʌ wie in „but“
- æˑ wie in „bad“ – e wie in „bed“
- ɜː wie in „Sir“ – ə wie in „second“
- iː wie in „seat“ – ɪ wie in „sit“
- ɔː wie in „short“ – ɒ wie in „shot“
- uː wie in „shoot“ – ʊ wie in „sugar“

Eine weitere Besonderheit der englischen Sprache ist die Tatsache, dass die Länge eines Vokals vom Folgekonsonanten abhängig ist. Vor Lenes bzw. am Wortende sind sowohl Kurz- als auch Langvokale grundsätzlich etwas länger als vor Fortes. Auch in offenen Silben sind Langvokale länger als vor Fortes.

#### Monophthonge
|                  | Vorne    | Vorne      | Zentralisiert vorne | Zentralisiert vorne | Zentral  | Zentral    | Zentralisiert hinten | Zentralisiert hinten | Hinten   | Hinten |
| ungerundet       | gerundet | ungerundet | gerundet            | ungerundet          | gerundet | ungerundet | gerundet             | ungerundet           | gerundet |        |
| ---------------- | -------- | ---------- | ------------------- | ------------------- | -------- | ---------- | -------------------- | -------------------- | -------- | ------ |
| Geschlossen      | iː/ i    |            |                     |                     |          |            |                      |                      |          | uː     |
| Fast geschlossen |          |            | ɪ                   |                     |          |            |                      | ʊ                    |          |        |
| Mittel           | ɛ̝        |            |                     |                     | ə        |            |                      |                      |          | ɔ̝ː     |
| Halboffen        |          |            |                     |                     | ɜː       |            |                      |                      |          |        |
| Fast offen       | æˑ       |            |                     |                     | ɐ        |            |                      |                      |          |        |
| Offen            |          |            |                     |                     |          |            |                      |                      | ɑː       | ɒ      |

Als Symbol für das Phonem wird die Aussprache in der Received Pronunciation (RP) genommen.
- /ɑː/: z. B. cart, father, palm. In GAm (General American) [ɑ], in GAu (General Australian) [ä:]. Man unterscheidet Mundarten, in denen bestimmte Wörter als /ɑ:/ oder /æˑ/ ausgesprochen werden. Zu den ersteren gehört die RP, zu den letzteren GAm. Beispiele: dance [dɑ:ns] oder [dæˑns], laugh [lɑ:f] oder [læˑf], ask [ɑ:sk] oder [æˑsk].
- /æˑ/: z. B. cat, betontes and. Dieser Laut wird üblicherweise als Kurzvokal [æ] beschrieben. Tatsächlich ist er aber länger als alle anderen Kurzvokale (jedoch immer noch kürzer als ein Langvokal). Die korrekte Beschreibung lautet also [æˑ] (halblang). Dieses Phonem tritt nicht silbenfinal auf.
- /ɐ/: z. B. cut, son. Dieser Laut war in der RP vor dem Zweiten Weltkrieg ein [ʌ], aber es hat sich seitdem nach vorne zu [ɐ] verschoben. Die einzigen englischen Mundarten, die ein echtes [ʌ] haben, sind Newfoundland English und Philadelphia English, sowie wenige Mundarten Südenglands und schwarzer Amerikaner. Im GAm wird der entsprechende Laut als [ɜ] ausgesprochen, im GAu als [ä]. Dennoch wird das Zeichen ʌ im Allgemeinen für das Phonem benutzt. Dies könnte an der Tradition liegen oder daran, dass einige Dialekte den Laut [ʌ] noch bewahrt haben. Dieses Phonem tritt nicht silbenfinal auf.
- /ɛ̝/: z. B. kettle, bury, many. Dieser Laut liegt in der RP zwischen [ɛ] und [e]. Der Einfachheit halber wird dieses Phonem meist als [ɛ] oder [e] notiert. Es tritt nicht silbenfinal auf.
- /ə/: z. B. category, about. Sammelbezeichnung für alle reduzierten Vokale
- /iː/: z. B. key, eel. Wird oft zu [ɪi] diphthongisiert.
- /ɪ/: z. B. kit, if.
- /ɜː/: z. B. curt, girl, nerd. Dieser Laut wird häufig auch als [əː] beschrieben.
- /ɔ̝ː/: z. B. caught, awe. Dieser Laut liegt in der RP zwischen [ɔ:] und [o:]. Der Einfachheit halber wird dieses Phonem meist als [ɔ:] oder [o:] notiert. Im GAm wird er als [ɔ] ausgesprochen, im GAu als [o:]. In der RP werden auch die Diphthonge /ɔə/ und neuerdings /ʊə/ als /ɔ̝ː/ ausgesprochen.
- /ɒ/: z. B. cot, yacht. Dieser Laut ist im GAm [ɑ] oder [ɔ], im GAu [ɔ]. Er kann nicht silbenfinal auftreten.
- /uː/: z. B. coo, ooze. Dieser Laut wird im GAm oft zu [ʊu] und im RP zu [ɵʉ̯]  diphthongisiert. Im GAu wird er als [ʉː] ausgesprochen.
- /ʊ/: z. B. cook, cushion. Dieses Phonem kann nicht silbenfinal auftreten.

|               | RP    | Australisch | Amerikanisch | Irisch    | Beispielwörter               |
| ------------- | ----- | ----------- | ------------ | --------- | ---------------------------- |
| /æ/           | [æ~a] | [æ]         | [æ~ɛə~eə]    | [æ~a]     | trap, lad, had               |
| /æː/          | [æ~a] | [æː]        | [æ~ɛə~eə]    | [æ~a]     | bad, tan                     |
| /ɑː/ oder /æ/ | [ɑː]  | [ɐː~äː]     | [æ~ɛə~eə]    | [æ~a]     | pass, bath, sample           |
| /ɑr/          | [ɑː]  | [ɐː~äː]     | [ɑɹ~ɑ˞]      | [aɹ~a˞]   | arm, car, mark               |
| /ɑː/          | [ɑː]  | [ɐː~äː]     | [ɑ~ä]        | [ɑː]      | palm, father                 |
| /ɒ/           | [ɒ~ɔ] | [ɔ]         | [ɑ~ä]        | [ɑ]       | lot, not, wasp               |
| /ɒ/           | [ɒ~ɔ] | [ɔ]         | [ɒ~ɔ~ɑ]      | [ɑ]       | off, loss, cloth, long       |
| /ɔː/          | [oː]  | [o:]        | [ɒ~ɔ~ɑ]      | [ɔː]      | law, caught, all, halt, talk |
| /ɔːr/         | [oː]  | [o:]        | [ɔɹ~oɹ]      | [ɑɹ~ɑ˞]   | sort, warm, horse            |
| /ɔər/         | [oː]  | [o:]        | [ɔɹ~oɹ]      | [oːɹ~o˞]  | tore, boar, hoarse           |
| /ɛ/           | [ɛ̝]   | [e]         | [ɛ]          | [ɛ]       | dress, bed, head             |
| /ɜːr/         | [ɜː]  | [ø:]        | [ɛɹ~ɝ~ɚ]     | [ʊɹ~ʊ˞~ɚ] | urn, burn                    |
| /ɜːr/         | [ɜː]  | [ø:]        | [ɛɹ~ɝ~ɚ]     | [ɛɹ~ɝ~ɚ]  | earn, herd, earth            |
| /iː/          | [ɪi̯]  | [ɪi̯]        | [iː]         | [iː]      | see, fleece, happy           |
| /ɪ/           | [ɪ]   | [ɪ]         | [ɪ]          | [ɪ]       | kit, bid, hid                |
| /ə/           | [ə]   | [ə]~[ɐ~ä]   | [ə]          | [ə]       | comma, panda, about          |
| /ər/          | [ə]   | [ə]~[ɐ~ä]   | [ɚ~ɹ̩]        | [ɚ~ɹ̩]     | winner, pander, doctor       |
| /ʌ/           | [ɐ]   | [ɐ~ä]       | [ʌ̈~ɜ̞~ɐ̝]      | [ʌ̈~ɤ~ʊ]   | strut, won, love             |
| /ʊ/           | [ɵ~ʊ] | [ʊ]         | [ʊ~ʊ̞̈]        | [ʊ]       | put, butch, push, book       |
| /uː/          | [ɵʉ̯]  | [ʉː~ɵʉ̯]     | [u̟~ʊu̯~ʉu̯]    | [ʊu̯~uː]   | goose, boo, you              |

1. ↑  Die amerikanische Spannung des /æ/-Phonems (/æ/-tensing) ist typisch vor Nasalkonsonanten, beispielsweise wird fan /fæn/ [feən] ausgesprochen, im Gegensatz zu fat, das /fæt/ [fæt] ausgesprochen wird.
2. ↑  Dieses Phonem tritt nur in Abwesenheit des cot-caught mergers auf.
3. ↑  Dieses Phonem tritt nur in Abwesenheit des fur-fern mergers auf.

#### Diphthonge
|       | RP            | Australisch | Amerikanisch | Irisch  | Schreibweisen                                      |
| ----- | ------------- | ----------- | ------------ | ------- | -------------------------------------------------- |
| /eɪ/  | [ɛɪ̯]          | [æɪ̯]        | [eɪ̯]         | [eː]    | face, pain, straight, pray, great, eight, they     |
| /aɪ/  | [ɑɪ̯]          | [ɑe̯]        | [aɪ̯]         | [ɑɪ̯~ɐɪ̯] | aye, height, eye, I, mine, pie, high, buy, my, rye |
| /aʊ̯/  | [aʊ̯]          | [æɔ̯]        | [aʊ̯]         | [æʊ̯~ɛʊ̯] | now, mouth, plough                                 |
| /oʊ̯/  | [əʊ̯]          | [əʉ̯]        | [oʊ̯]         | [oʊ̯~oː] | so, loan, phone, toe, oh, soul, though, snow       |
| /ɔɪ̯/  | [oɪ̯]          | [oɪ̯]        | [ɔɪ̯]         | [ɒɪ̯~oɪ̯] | choice, boy, employed                              |
| /ɪər/ | [ɪə̯]~[ɪ:]     | [ɪə̯]~[ɪ:]   | [iːɚ]        | [iːɚ]   | dear, beer, here, weird, pierce                    |
| /ɛər/ | [ɛ:]          | [eː]        | [ɛɚ]         | [eːɚ]   | fair, care, pear, their, there                     |
| /ɔər/ | [o:]          | [ɔə~o:]     | [ɔɚ]         | [ɔːɚ]   | war, roar, for, more, door, four                   |
| /ʊər/ | [ɵə~ʊə~ɵ:~o:] | [ʊə~o:~ʉ:ə̯] | [ʊɚ]         | [uːɚ]   | poor, tour, sure                                   |
| /juː/ | [jɵʉ̯~jʉː]     | [jɵʉ̯~jʉː]   | [ju̟ː]        | [juː]   | beauty, few, human, cue, use, yule                 |

#### Triphthonge
|        | RP    | Australisch | Amerikanisch |
| ------ | ----- | ----------- | ------------ |
| lower  | /əʊ̯ə/ | /əʉ̯ə/       | /oʊ̯ɚ/        |
| hour   | /aʊ̯ə/ | /æɔ̯ə/       | /aʊ̯ɚ/        |
| fire   | /aɪ̯ə/ | /ɑe̯ə/       | /aɪ̯ɚ/        |
| player | /eɪ̯ə/ | /æɪ̯ə/       | /eɪ̯ɚ/        |
| lawyer | /oɪ̯ə/ | /oɪ̯ə/       | /ɔɪ̯ɚ/        |
| pure   | /jʊə/ | /jʉːə/      | /jɝ/         |

#### Reduzierte und schwache Vokale
Vokale werden in unbetonten Silben reduziert:
- /ə/: z. B. about. Reduziertes /ɐ, æ, ɑː, ɒ/
- /ɨ/: t. B. determinism. Reduziertes /iː/
- /ɪ̵/: z. B. pencil. Reduziertes /ɪ, ɛ, eɪ, aɪ/
- /ʊ̵/: z. B. awful. Reduziertes /ʊ, uː/
- /ɵ/: z. B. eloquent. Reduziertes /oʊ/

Normalerweise werden alle diese Vokale durch das Symbol ə dargestellt. Die meisten Sprecher unterscheiden auch nicht alle diese Vokale; dies ist das Maximalsystem, das nur in sehr sorgfältiger Aussprache vorkommen dürfte und selbst in der RP nicht allgemein üblich ist.
Daneben gibt es auch die schwachen Vokale:
- /i/: z. B. city, radiation, glorious. Wenn wie im letzten Beispiel ein /ə/ folgt, kann dieser Laut auch als [j], d. h. konsonantisch, ausgesprochen werden.
- /u/: z. B. actual. Wenn ein Konsonant folgt, kann dieser Laut als [ə] ausgesprochen werden.

## Stark- und Schwachtonform
Einige Wörter im Englischen haben eine Schwachtonform, d. h. es kommt zu einer Kürzung, Abschwächung oder zu einem vollkommenen Schwund des Vokals.
Beispiele für Schwachtonformen sind beispielsweise [jɘ]/[jɘr] für your oder [ðɘm]/[ðm] für them. Eine Übersicht über die Schwachtonformen in der RP findet man im Artikel Schwachton- und Starktonformen im Englischen.
Bei Funktionswörtern, d. h. beim bestimmten und unbestimmten Artikel, bei Präpositionen, Hilfsverben, Konjunktionen und Pronomen, sind Schwachtonformen, im Englischen als weak forms bezeichnet, der Normalfall.
Schwachtonformen sind kein umgangssprachlicher Makel, sondern Teil der Standardsprache.
Die strong form wird benutzt bei Emphase (wenn das Wort im Satz betont werden soll), am Sprechtaktanfang und am Sprechtaktende.

## Geschichtliche Entwicklung
Die übliche zeitliche Einordnung in Altenglisch, Mittelenglisch, Frühneuenglisch und Neuenglisch wurde zugunsten einer besseren Klassifizierung der phonetischen Entwicklung modifiziert. Siehe auch Geschichte der englischen Sprache.

### Proto-Anglofriesisch (400–475)
- Das nordseegermanische [ɑː] wurde zu [æː], welches in der heutigen Rechtschreibung aber mit A geschrieben wird: vgl. dt. Tag /tak/, altengl. dæg /dæj/ und engl. day /deɪ/.
- [ai] wurde zu [ɑː]: vgl. dt. Stein [ʃtaɪ̯n], altengl. stán und engl. stone.

- Schwund des /n/ vor Frikativen: vgl. dt. Gans, altengl. gos und engl. goose, dt. uns, engl. us
- /ɡ/ wurde häufig zu /j/, vgl. dt. Wege /ˈveːgə/, altengl. weg /wæj/, engl. way /weɪ/.

### Altenglisch (475–900)
- /æ/, /ɛ/, /ɪ/ wurden zu /æ̆ɑ̆/, /ɛ̆ɔ̆/, /ɪ̆ʊ̆/, und /æ: /, /eː/, /iː/ wurden zu /æɑ/, /eo/, /iu/, welche ea, eo, io geschrieben wurden.
- /ɪ̆ʊ̆/ und /iu/ wurden zu /ɛ̆ɔ̆/ und /eo/.
- /au/ wurde erst zu /æu/ und dann zu /æa/: vgl. dt. Traum /traum/, altengl. dréam /dræam/, engl. dream /dri:m/.
- Hintere Vokale wurden zu vorderen Vokalen, wenn ein /i/ oder /j/ auf sie folgte:
  - Die I-Mutation: /æ/ → /e/, /e/ → /i/, /a/ + m/n → /e/ + m/n, /a/ → /æ/, /aː/ → /æː/, /o/ → /e/, /oː/ → /eː/, /u/ → /y/, /uː/ → /yː/, /ea/ → /ie/, /eːa/ → /iːe/, /eo/ → /ie/, /eːo/ → /iːe/.
  - Die gerundeten Vokale /œ/, /øː/, /ʏ/, /yː/. /œ/ und /øː/ wurden später zu den ungerundeten Vokalen /ɛ/ und /eː/.
  - Alle kurzen Zwielaute wurden zu /ɪ̆ʏ̆/, alle langen zu /iy/.
  - Im späten Altenglischen wurden sie zu /ʏ/ und /yː/ monophthongiert.
- In unbetonten Silben:
  - /oː/ wurde zu /ɑ/.
  - /ɪ/ und /ʊ/ verschwanden vor einer betonten Silbe.

- /sk/ wurde zu /ʃ/: vgl. dt. Schiff, altengl. scip, engl. ship.
- /k/, /ɣ/, /ɡ/ wurden unter bestimmten Umständen zu /ʧ/, /j/, /ʤ/.
- Am Wortanfang wurde /ɣ/ zu /ɡ/.

### Bis Chaucers Englisch (900–1400)
- Vor /ld/, /mb/, /nd/, /rd/, /nɡ/, /rl/, /rn/ wurde der Vokal lang ausgesprochen, es sei denn ein dritter Konsonant folgte: vgl. dt. finden /fɪndn/, altengl. findan /fɪndɑn/, mittelengl. find /fi:nd/, engl. find /faɪnd/.
- Wenn sie von zwei oder mehr Konsonanten gefolgt wurden, wurden Vokale verkürzt. Eine Ausnahme bildet die oben genannte Verlängerung bei bestimmten Konsonantenfolgen.
- /æː/ und /ɑː/ wurden zu /ɛː/ und /ɔː/.
- /æ/ und /ɑ/ wurden zu /a/.
- /ʏ/ und /yː/ wurden zu /ɪ/ und /iː/.
- Wenn zwei Silben folgten, wurden betonte Vokale verkürzt: vgl. engl. south [saʊθ] und engl. southern ['sʌðən].
- In offenen Silben wurden Vokale lang ausgesprochen, es sei denn die oben genannte Verkürzung trat auf.
- Alle unbetonten Vokale wurden zu /ə/.

- /ɣ/ wurde in einigen Fällen zu /w/ oder /j/. Mit /w/ und /j/ wurden neue Diphthonge gebildet.
- /hɾ/, /hl/, /hn/ am Wortanfang verloren das /h/.
- Stimmhafte Frikative wurden von Allophonen zu eigenständigen Phonemen.
- /sw/ wurde vor hinteren Vokalen zu /s/: engl. answer /ɑːnsə/
- /mb/ wurde zu /m/: engl. lamb /læm/

### Bis Shakespeares Englisch (1400–1600)
- Verlust der meisten Zwielaute:
  - /ɛi/ wurde zu /ai/ und dann zu /ɑː/ (vor dem Great Vowel Shift)
  - /ɔu/ wurde zu /ou/ und dann zu /o: / (nach dem Great Vowel Shift)
  - /ei/ wurde zu /eː/ (nach dem Great Vowel Shift)
  - /au/ wurde zu /ɔː/ (nach dem Great Vowel Shift)
  - /ɛu/, /y/[1] und /iu/ wurden zu /ju/
  - /ʊi/ und /oi/ wurden zu /ɔi/
  - /ei/ und /ai/ wurden zu /ei/, rein und rain werden also Homophone
- Der Great Vowel Shift:
  - /aː/, /ɛː/, /eː/, /ɔː/, /oː/ wurden zu /ɛː/, /eː/, /iː/, /oː/ bzw. /uː/
  - /iː/, /uː/ wurden erst zu /əi/ und /əu/, dann zu /ai/ und /au/
  - /au/ wurde zu /ɔː/
  - Im Frühneuenglischen fielen /eː/ und /iː/ zusammen, sie werden aber noch schriftlich unterschieden: ea, ee
- Verlust des /ə/ in Endsilben

- In den meisten Dialekten verstummte das gh, welches zuvor als /x/ oder /ç/ ausgesprochen wurde; taut und taught wurden also Homophone.
- Am Wortanfang wurde /ɡn/ zu /n/, die alte Aussprache wird aber nach wie vor in der Schrift festgehalten.
- Am Wortanfang wurde in den meisten Mundarten /kn/ zu /n/, knot und not wurden also Homophone.
- Am Wortanfang fielen in vielen Mundarten /wr/ und /r/ zusammen, rap und wrap wurden dort also Homophone.
- Doppelkonsonanten wurden zu Einzelkonsonanten.[2]

### Bis zur Aufteilung in ein britisches und ein amerikanisches Englisch (1600–1725)
- /ʊ/ wurde gespalten in /ʊ/ (wie in put) und /ʌ/ (wie in cut).
- In geschlossenen Silben wurden lange Vokale willkürlich verkürzt: z. B. head, breath, bread, blood.
- ea und ee fielen in den meisten Mundarten endgültig zusammen, nur in wenigen Wörtern hat sich die alte Aussprache von ea bis heute erhalten: z. B. break, steak, great.
- Kurze Vokale vor einem /r/ am Wortende oder vor einem Konsonanten wurden verändert (nicht im Schottischen):
  - /a/ und /ɔ/ wurden verlängert: start, short
  - /ɛ/, /ɪ/ und /ʌ/ fielen zusammen: vgl. fern /fɜːn/, fir /fɜː/, fur /fɜː/ (nicht im Hiberno-Englischen)
  - All diese Veränderungen betrafen auch abgeleitete Wörter: vgl. starry /stɑːri/ und marry /mæri/
- Veränderungen des /a/
  - [a] wurde in vielen Wörtern zu [æ], z. B. cat /kæt/
  - [a] wurde zu [ɔː] vor [ɫ]: z. B. tall [tɔːɫ].
- Das neue Phonem /ɑ/ entwickelte sich in der Endung -alm (z. B. calm [kɑːm]) und in einigen anderen Wörtern (z. B. father [fɑːðə]).
- In einigen Mundarten wurde /ɔ/ verlängert vor /ŋ/ und /ɡ/, im amerikanischen Englisch außerdem vor /s/, /f/ und /θ/.

- /r/, vorher als [r] ausgesprochen, wurde zu [ɹ]. Nur im Schottischen wird die alte Aussprache bewahrt.
- /nɡ/ wurde zu /ŋ/.
- /tj/, /sj/, /dj/, /zj/ wurden zu /ʧ/, /ʃ/, /ʤ/ und dem neuen Phonem /ʒ/. Received Pronunciation bewahrt die alte Aussprache bis ins 20. Jahrhundert.
- Verlust des /l/ in /lk/, /lm/ und /lf/: z. B. talk [tɔ:k], calf [kɑ:f], calm [kɑ:m], aber bald [bɔːɫd].[3]

### Ab 1725
- In den meisten nordamerikanischen Mundarten verschmolzen /ɒ/ wie in lot und /ɑ/ wie in father zu /ɑ/.
- In Südengland wurde /æ/ in einigen Wörtern zu /ɑ: / vor /s/, /f/, /θ/ und /n/ oder /m/ gefolgt von einem weiteren Konsonanten (z. B. bath /bɑːθ/). Daher werden in Received Pronunciation pass, glass, grass, class mit /ɑː/ gesprochen, mass und crass aber mit /æ/. Im amerikanischen, schottischen und nordenglischen Englisch werden alle diese Wörter mit [æ] gesprochen.
- [ɪ] wurde am Wortende zu [i].
- In einigen Mundarten Südenglands, im Hiberno-Englischen, im Neufundland-Englischen und im Karibischen Englisch verschmolzen /aɪ/ und /ɔɪ/ zu einem dazwischen liegenden Diphthong.
- In der Received Pronunciation wurde [ʌ] zu [ɐ].
- Aufteilung in rhotische und nicht-rhotische Mundarten: In letzteren verstummte das /r/ am Silbenende, wobei neue Diphthonge wie /ɛə/ (square), /ɪə/ (near), /ɔə/ (cord), /oə/ (sore), /ʊə/ (cure) sowie das sehr seltene Phonem /ɜː/ (nurse) entstanden. Die meisten britischen Mundarten sind nicht rhotisch, die meisten amerikanischen sind rhotisch.
- In den meisten Mundarten des englischen Englisch und einigen Mundarten des amerikanischen Englisch wurden /hw/ und /ʍ/ zu /w/, wodurch whine und wine Homophone wurden.
- Im amerikanischen und australischen Englisch wurden /t/ und /d/ unter gewissen Umständen als [ɾ] ausgesprochen.
- In England entwickelte sich der Glottisschlag [ʔ] als Allophon von /p/, /t/ und /k/ unter gewissen Umständen.

### Veränderung und Bewahrung der Konsonanten in der englischen und deutschen Sprache
Die 2. germanische Lautverschiebung trennt das Hochdeutsche von den restlichen germanischen Sprachen ab. Da das Englische diese Lautverschiebung nicht mitgemacht hat, bleiben deshalb die ursprünglichen Konsonanten erhalten:
- [t] statt [s] oder [ts]: vgl. water und Wasser bzw. toll und Zoll
- [p] statt [f] oder [pf]: vgl. ape und Affe bzw. penny und Pfennig
- [k] statt [ç] oder [x]: vgl. like und gleich bzw. make und machen
- [d] statt [t]: vgl. dead und tot
- [ð] oder [θ] statt [d]: vgl. this und dies bzw. thank und Dank

Des Weiteren:
- [w] statt [v]: vgl. weasel [wiːzl̩] und Wiesel [viːzl̩]
- [s] statt [z] vor Vokalen: vgl. soup [suːp] und Suppe [zʊpə]
- [s] statt [ʃ] vor Konsonanten: vgl. swarm [swɔːm] ~ [swɔɹm] und Schwarm [ʃvaːm]
- [j] oder [w] statt [g]: vgl. yell und gellen bzw. fowl ‚Haushuhn‘ und Vogel; hier behält das Deutsche die ursprüngliche Aussprache bei
- [t͡ʃ] statt [k] vor hellen Vokalen: vgl. choose ‚wählen, bevorzugen‘ und kiesen; hier behält das Deutsche die ursprüngliche Aussprache bei

Englisch und Isländisch sind die einzigen noch lebenden germanischen Sprachen, die die dentalen Frikative [θ] und [ð] bewahrt haben. Das [w] ist sogar in allen rezenten germanischen Sprachen außer dem Englischen zu [v] geworden.
Obwohl sich die englische Sprache in diesen Fällen also als sehr konservativ erwiesen hat, ist in manchen Fällen auch das Deutsche konservativer:
- So ist das germanische [b] im Englischen zu [f] oder [v] geworden, vgl. nhd. Dieb, engl. thief, dän. tyv.
- An gewissen Positionen ist im Englischen das /n/ verschwunden, vgl. nhd. Gans, engl. goose, isl. gæs.
- Auch das germanische /x/ ([x]) mit dem Allophon [ç] im Englischen verschwunden, vgl. nhd. Nacht, engl. night, schwed. natt. Im Englischen hat sich das /x/ nur noch im Schottischen (z. B. loch) sowie im Schriftbild als gh gehalten (vgl. Nacht – night, Macht – might, Licht – light). Das gh ist verstummt oder wird als [f] ausgesprochen (z. B. lachen – laugh [lɑːf]).

## Diskrepanz zwischen Orthografie und Aussprache
Ursprünglich war die Rechtschreibung regelmäßig und orientierte sich an der Aussprache. Doch durch mehrere lautliche Veränderungen, etwa den Great Vowel Shift, veränderte sich die Aussprache. Dies wurde in der Schrift nicht berücksichtigt (die heutige Schreibweise der germanischen Erbwörter entspricht immer noch der mittelalterlichen Aussprache).
Nur noch gute 30 % des Wortschatzes der englischen Sprache sind Erbwörter. Es kamen viele Fremdwörter aus dem Französischen (z. B. abandon für forsake), dem Lateinischen (z. B. longitude für length), dem Altgriechischen (z. B. air für lyft) und dem Skandinavischen (z. B. sky für heaven) in den englischen Wortschatz und verdrängten dabei zum Teil die angestammten Wörter. Auch heute kommen viele Fremdwörter aus aller Welt dazu, etwa aus dem Chinesischen (z. B. ginseng), dem Deutschen (z. B. weltanschauung) oder dem Jiddischen (z. B. shlep). Bei fast allen Fremdwörtern – auch bei denjenigen, die schon vor vielen Jahrhunderten in die englische Sprache eingegangen sind – wurde die ursprüngliche Schreibweise unverändert oder fast unverändert übernommen. An die eigentliche englische Schreibweise angepasst wurden nur Wörter, die direkt aus einer Sprache entnommen wurden, die nicht die lateinische Schrift verwendet.
Daher kommt es zu einer großen Diskrepanz zwischen Aussprache und Schreibweise, so kann das c als [s], [k] oder [ʃ] ausgesprochen werden: ceiling, cradle, social. Hinzu kommen noch seltene Varianten in Fremdwörtern wie z. B. als [tʃ] wie in ciabatta und die diversen Aussprachevarianten von ch (unter anderem als [tʃ], [ʃ], [k] und [x]). Das s kann u. a. als [s], [z], [ʃ] und [ʒ] ausgesprochen werden: see, use, sure, version.

### Vokale
Besonders unregelmäßig sind die Vokale. In der Schreibweise lässt sich häufig noch die Aussprache von vor dem Great Vowel Shift erkennen: vgl. dt. sehen /ze:n/, engl. see /siː/; dt. Mond /moːnt/, engl. moon /muːn/; dt. ich /ɪç/, engl. I /aɪ/.
Das a hat 6 Aussprachevarianten im britischen und amerikanischen Englisch:
- als [ɑː] wie in father
- als [ɔ̝ː] wie in false
- als [ə] wie in about
- als [eɪ] wie in blame
- als [æˑ] wie in man
- als [ɛ] wie in any

Hinzu kommen noch diverse Aussprachevarianten in Vokalkombinationen wie ai, au, aw, ay, ea, ia und oa.
Hier die möglichen Schreibweisen der Vokale:
| Vokale     | Vokale | Vokale |
| Aussprache | Schreibweise |        |
| ---------- | --- | ------ |
| /i:/       | e, ea, ee, e…e, ae, ei, i…e, ie, eo, oe, ie…e, ay, ey, i, y, oi, ue                                                   |        |
| /⁠ɪ⁠/        | i, y, ui, e, ee, ie, o, u, a, ei, ee, ia, ea, i…e, ai, ey, oe                                                         |        |
| /u:/       | oo, u, o, u…e, ou, ew, ue, o…e, ui, eu, oe, ough, wo, ioux, ieu, ault, oup, w                                         |        |
| /⁠ʊ⁠/        | oo, u, o, oo…e, or, ou, oul                                                                                           |        |
| /eɪ/       | a, a…e, ay, ai, ai…e, aig, aigh, ao, au, e (é), e…e, ea, ei, ei…e, eig, eigh, ee (ée), eh, et, ey, ez, er, ie, ae, eg |        |
| /⁠ə⁠/        | a, e, o, u, ai, ou, eig, y, ah, ough, gh, ae, oi                                                                      |        |
| /əʊ/       | o, o…e, oa, ow, ou, oe, oo, eau, oh, ew, au, aoh, ough, eo                                                            |        |
| /ɛ̝/        | e, ea, a, ae, ai, ay, ea…e, ei, eo, ie, ieu, u, ue, oe                                                                |        |
| /æˑ/       | a, ai, al, au, i |        |
| /⁠ɐ⁠/        | u, o, o…e, oe, ou, oo, wo                                                                                             |        |
| /ɔ̝ː/       | a, au, aw, ough, augh, o, oa, oo, al, uo, u                                                                           |        |
| /⁠ɒ⁠/        | o, a, eau, ach, au, ou                                                                                                |        |
| /aɪ/       | i…e, i, y, igh, ie, ei, eigh, uy, ai, ey, ye, eye, y…e, ae, ais, is, ig, ic, ay, ui                                   |        |
| /ɑː/       | ar, a, er, ear, a…e, ua, aa, au, ou                                                                                   |        |
| /ɛə/       | er, ar, ere, are, aire, eir, air, aa, aer, ayr, ear '                                                                 |        |
| /ɔɪ/       | oi, oy, aw, uoy oy…e, eu                                                                                              |        |
| /aʊ/       | ou, ow, ough, au, ao                                                                                                  |        |
| /ɜː/       | er, or, ur, ir, yr, our, ear, err, eur, yrrh, ar, oeu, olo, uer                                                       |        |
| /ju/       | u, u…e, eu, ue, iew, eau, ieu, ueue, ui, ewe, ew                                                                      |        |

Es gibt dennoch gewisse Regelmäßigkeiten in der Aussprache der Vokale, so dass die Aussprache in den meisten Fällen vorhergesagt werden kann:
| Buchstabe | Nachlässig | Angespannt | Gewichtig      | Angespannt + R |
| --------- | ---------- | ---------- | -------------- | -------------- |
| a         | /æˑ/ man   | /eɪ/ mane  | /ɑː/ mar       | /ɛə/ mare      |
| e         | /ɛ̝/ met    | /iː/ meet  | /ɜː/ her       | /ɪə/ here      |
| i         | /⁠ɪ⁠/ win    | /aɪ/ wine  | /ɜː/ fir       | /aɪə/ fire     |
| o         | /⁠ɒ⁠/ mop    | /əʊ/ mope  | /ɔ̝ː/ for, fore | /ɔ̝ː/ for, fore |
| u         | /⁠ɐ⁠/ hug    | /juː/ huge | /ɜː/ cur       | /jʊə/ cure     |
| u         | /⁠ʊ⁠/ push   | /uː/ rude  | –              | /ʊə/ sure      |

Rekordhalter bei den Aussprachemöglichkeiten ist die Buchstabenverbindung ough:
| Aussprache                                                               | Beispiel             |
| ------------------------------------------------------------------------ | -------------------- |
| [ɐf]                                                                     | tough, enough, rough |
| [ɒf]                                                                     | cough, trough        |
| [aʊ]                                                                     | bough, plough        |
| [əʊ]                                                                     | though, dough        |
| [ɔ̝ː]                                                                     | thought, bought      |
| [uː]                                                                     | through              |
| [⁠ə⁠]                                                                      | thorough, borough    |
| [ɐp]                                                                     | hiccough             |
| [ɒk]                                                                     | hough                |
| [ɒx] (Nur in bestimmten schottischen und irischen Dialekten, sonst [ɒk]) | lough                |

Um diese große Anzahl an Aussprachemöglichkeiten zu reduzieren, gibt es einige Vorschläge für alternative Schreibweisen.
hiccup und hock statt hiccough und hough sind mittlerweile Standard. Umgangssprachlich gibt es weitere Alternativschreibweisen, z. B. thru (vgl. das schottische Lied Comin’ thru the Rye) für through. Zudem gibt es Schreibweisen, die je nach Land Standard sind oder nicht: In England schreibt man nought und doughnut, in den USA hingegen naught und donut.
Es gibt schon seit langer Zeit Bestrebungen, eine Rechtschreibreform durchzuführen und die Schreibweise an die Aussprache anzupassen. Diese Versuche konnten sich aber nicht durchsetzen.

## Prosodie der englischen Sprache: Wort und Satzbetonung, Rhythmus und Intonation
Unter Prosodie versteht man die gesamten lautlichen Eigenschaften einer Sprache, die nicht an das einzelne Phonem als kleinstmögliche Einheit gebunden ist.
Zu den wichtigsten prosodischen Eigenschaften im Englischen zählen folgende Eigenschaften:
1. Wort- und Satzbetonung (Wortakzent)
2. Rhythmus
3. Intonation

### Wortbetonung
Betonte Silben sind lauter, länger und höher intoniert als unbetonte Silben. Es gibt im Englischen keine einheitliche Wortbetonung, d. h. der Wortakzent liegt bei englischen Wörtern nicht generell auf einer bestimmten Silbe wie beispielsweise im Finnischen (erste Silbe) oder im Französischen (letzte Silbe einer Phrase).
Die Betonung ist im Englischen phonemisch, d. h. wortunterscheidend (betonte Silben sind fett dargestellt): So unterscheiden sich z. B. die Wörter dictate (Verb: diktieren) und dictate (Nomen: Diktat, Gebot, Befehl) in ihrer Aussprache nur durch die Betonung.
Wörter nichtgermanischen Ursprungs mit bis zu drei Silben werden häufig auf der ersten Silbe betont, Wörter mit mehr als drei Silben meist auf der drittletzten.
Wörter des ererbten germanischen Wortschatzes werden häufig auf der ersten Silbe betont, z. B. father, fatherly, d. h. sie haben Stammbetonung.
Präfigierte Wörter des germanischen Wortschatzes werden teils auf dem Stamm, also auf der zweiten Silbe betont (withstand) oder auf dem Präfix (overflow).
Meist werden präfigierte Verben auf der zweiten Silbe, die dazugehörigen Substantive auf der ersten Silbe betont: overflow (Substantiv) – overflow (Verb).
Es ergeben sich bezüglich des Haupttons in Wörtern germanischen Ursprungs keine großen Abweichungen vom Deutschen.
In Wörtern nichtgermanischer Herkunft liegt der Hauptton im Englischen dagegen oft auf einer anderen Silbe als im Deutschen.
Üblicherweise teilt man die Betonung in drei Abstufungen ein: primär, sekundär (tritt bei mehr als zwei Silben auf) und unbetont.
Der Sekundärton kommt häufig im mehrsilbigen Wörtern vor. Er fällt auf der dritten oder einer der
folgenden Silben vor der Silbe mit Primärbetonung (Primärbetonung ist fett, Sekundärbetonung ist kursiv, sonst unbetont):
admiration [ˌædmɪˈreɪʃən], confidential [ˌkɒnfɪˈdenʃəɫ], politician [ˌpɒlɪˈtɪʃən].
Bei Komposita, also bei zusammengesetzten Wörtern, die im Englischen zusammen, getrennt oder mit Bindestrich geschrieben werden können, fällt der Sekundärton meist auf die Silbe hinter der Primärbetonung:
gasman [ˈgæsˌmæn], gas-guzzler [ˈgæsˌɡɐzlə], gas pedal [ˈgæsˌpedl].
Für die Lage des Sekundärtons gibt es folgende Regeln:
- Wörter mit dem Primärton auf der dritten Silbe haben den Sekundärton auf der ersten Silbe:

definition [ˌdefɪˈnɪʃən].
- Wörter mit dem Primärton auf der vierten oder der fünften Silbe haben den Sekundärton auf der Primärtonsilbe des Stammworts:

administration [ədˌmɪnɪsˈtreɪʃən] (Ableitung: administer [ədˌmɪnɪstə]), Confederations [kənˌfedəˈreɪʃənz](Cup) (Ableitung: confederate [kənˈfedərɪt]), consideration [kənˌsɪdɘˈreɪʃən] (Ableitung:  consider [kənˈsɪdɘ]).
Insbesondere Wörter wie administration und confederation werden von Deutschen häufig falsch ausgesprochen:
administration [ˌædmɪnɪsˈtreɪʃən], Confederation [ˌkɒnfedəˈreɪʃən], consideration [ˌkɒnsɪdɘˈreɪʃən]. Dies führt dazu, dass der Vokal falsch ausgesprochen wird: statt [ə] sprechen Deutsche meist [æ] bzw.[ɒ].
Bei Wörtern wie familiarity [fəˌmɪliˈærəti] oder pronunciation [prəˌnɐnsiˈeɪʃən] führt das Vorziehen des Nebentons auf die erste Silbe dazu, dass das [i] zusätzlich durch [j] ersetzt wird und der Hauptton auf die dritten statt auf die vierte Silbe vorrückt: [ˌfæmɪlˈjærəti] bzw. [ˌprəʊnɐnˈsjeɪʃən].
- Komposita haben den Primärton meist auf der Haupttonsilbe des ersten Bestandteils und einen Sekundärton auf der Haupttonsilbe des zweiten Bestandteils.

### Rhythmus
Das Englische ist zwar wie das Deutsche eine akzentzählende Sprache. Sie behandelt allerdings in bestimmten Fällen unbetonte Silben, die auf betonte Silben folgen, anders als das Deutsche.
Im Deutschen erhalten unbetonte Silben lediglich eine quantitative Schwächung, d. h. sie werden gekürzt.
Im Englischen sind dagegen unbetonte Silben qualitativ geschwächt, d. h. sie werden zu /ə/ oder /ɪ/ reduziert oder verschwinden gänzlich:
deutsch: England [ˈɛŋlant] – englisch: England [ˈɪŋɡlənd]
deutsch: fatal [fatˈaːl] – englisch: fatal [ˈfɛɪ̯tɫ]

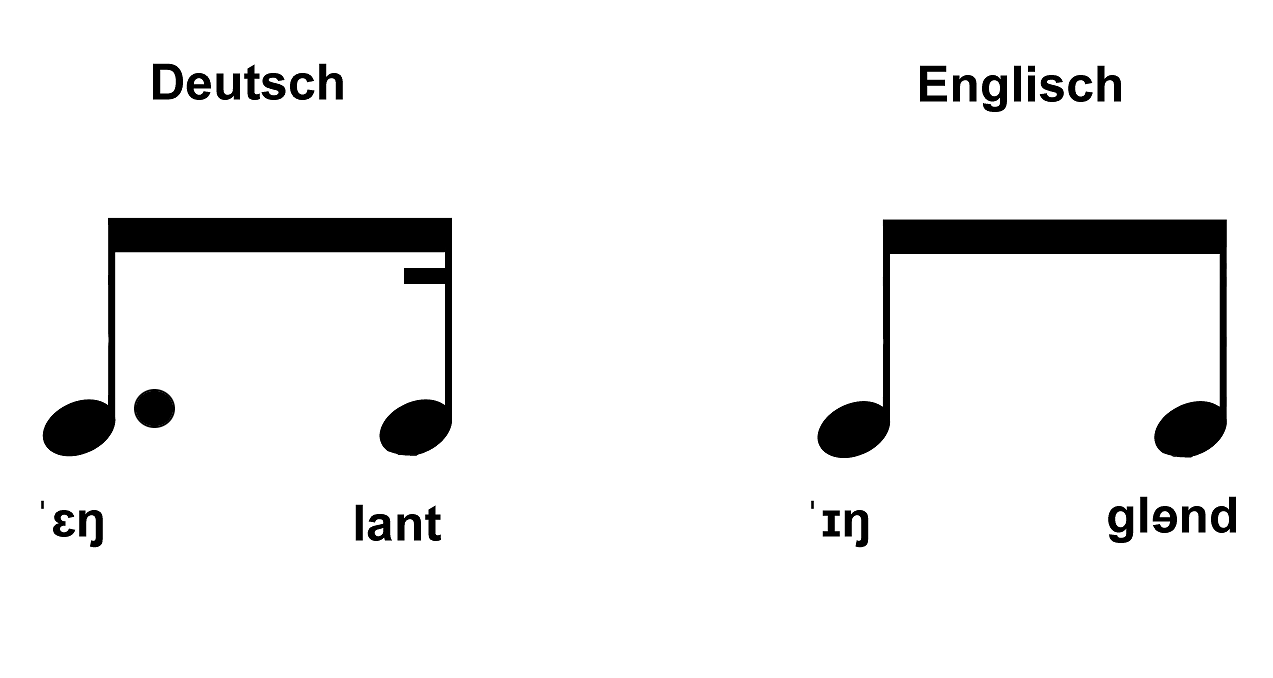
Unterschied zwischen dem Englischen und dem Deutschen in der Behandlung der unbetonten Silbe nach einer betonten. Hier am Beispiel des Wortes „England“.

Im Englischen erfahren unbetonte Silben zwar eine qualitative Reduktion, aber sie werden nicht wie im Standarddeutschen gegenüber der betonten Silbe gekürzt.
Beim englischen Wort England [ˈɪŋɡlənd] werden beispielsweise beide Silben gleich lang gesprochen. Beim deutschen Wort England [ˈɛŋlant] ist hingegen die erste (betonte) Silbe länger als die unbetonte Silbe.
Es ist sogar so, dass alle unbetonten Silben, die der betonten folgen und die syntaktisch zur betonten Silbe gehören, gleich lang gesprochen werden. Mehr noch: Je mehr unbetonte Silben der betonten Silbe folgen, desto weniger Zeit steht für die einzelne Silbe zur Verfügung.
So sind „nine“, „ninety“ und „ninetieth“ oder „drink“, „drinking“ und „drinking it“ alle gleich lang. Es steht für den aus drei Silben bestehenden Sprechtakt „drinking it“ genauso so viel Zeit zur Verfügung wie für „drink“ oder „drinking“.
Das bedeutet allerdings nicht, dass alle unbetonten Silben gleich lang wie die betonte Silbe gesprochen werden. Gehört die unbetonte grammatische zur folgenden betonten Silbe, so wird sie gekürzt. So wird in dem Satz: „ˈBuy | the ˈ book.“ das Wort „the“ gekürzt, da es syntaktisch zu „book“ gehört.
In diesem Falle behandelt das Englische die unbetonte Silbe also in der gleichen Weise wie das Deutsche.
Allerdings sind die Sprechtakte „ˈBuy“ und „the ˈ book.“ ebenfalls gleich lang. Mit anderen Worten: Alle einzelnen Sprechtakte eines Satzes sind im Englischen in natürlicher Rede gleich lang, d. h. in der natürlichen Rede ist der Zeitabstand zwischen betonten Silben immer gleich.
Die konsequente Beachtung der Grundregel, dass es im Englischen einen etwa gleichen Zeitabstand
zwischen den betonten Silben gibt, wirkt sich günstig auf die Aussprache der so genannten Funktionswörter aus (wie beispielsweise „the“ in „the book“), da sie zum Gebrauch der Schwachtonformen zwingt.
Aus dem typisch englischen Sprechrhythmus folgt die so genannte Dreiakzentregel. Um mehrere eng aufeinanderfolgende betonte Silben zu vermeiden, erhält die mittlere Silbe, die als Bedeutungsträger eigentlich betont werden sollte, nur einen Nebenton:
I’m very strong.
I’m a very strong man.
I’m not very strong.
Diese Dreiakzentregel ist auch der Grund, weshalb es im Englischen, wie oben beschrieben, Wörter mit einem Nebenton gibt. Der Nebenton verhindert, dass es zu einer Häufung von unbetonten Silben im Satz kommt, die dem angestrebten gleich langen Abstand zwischen den betonten Silben entgegenstehen würde.

### Satzbetonung
Der Ausschlag für die Betonung eines Wortes in einem Satz ist sein Mitteilungswert, der sich aus der Absicht des Sprechers ergibt. Normalerweise
werden so genannte content words betont, d. h. Substantive, Adjektive, Zahlwörter, Vollverben und Adverbien. Unbetont bleiben function words:
Präpositionen, Hilfsverben, Konjunktionen und Pronomen mit Ausnahme der Fragepronomen und mit Einschränkungen die hinweisenden Pronomen und Wörter, die bereits Bekanntes bezeichnen. Es kann jedoch eigentlich jedes Wort, je nach Sprechabsicht, betont werden, z. B. in emphatischer Rede.

### Die englische Intonation
Intonation ist im Englischen wie in allen Sprachen der Welt der Tonhöhenverlauf innerhalb eines Sprechtaktes.
Ein Sprechtakt besteht aus mehreren Wörtern, die inhaltlich eine Einheit bilden. Er kann ein Ein-Wort-Satz sein (a), ein ganzer Satz (b), ein Satzgefüge (c) oder auch nur ein Satzteil (d). Zwischen zwei Sprechtakten liegt eine kürzere (|) oder längere Pause(||) :
(a) She!
(b) She drove northwest to  Boulder.
(c) She drove northwest to Boulder and her son sat on the passenger seat.
(d) She drove northwest to Boulder | with her son sitting on the passenger seat / She drove northwest to Boulder || with her son sitting on the passenger seat.
Jeder Sprechtakt besteht aus so genannten rhythmischen Gruppen (rhythmic group). Diese bestehen aus einer betonten Silbe, der unbetonte Silben folgen oder vorangehen können.
So besteht der Satz „There must be an easier way of getting to Northumberland“ aus den drei rhythmischen Gruppen:
- „There must be an easier way“
- „of getting“
- „to Northumberland“.

Die einzelnen rhythmischen Gruppen sind gleich lang, wobei die der betonten Hauptsilbe vorangehenden unbetonten Silben gekürzt werden und die der betonten Hauptsilbe folgenden unbetonten Silben die gleiche Länge haben wie die Hauptsilbe, d. h. die Abstände zwischen den einzelnen rhythmischen Gruppen, man nennt sie auch word groups, sind annähernd gleich.
Relevant für den Tonhöhenverlauf ist nicht die absolute Tonhöhe, sondern die relative Tonhöhe der einzelnen Silben zueinander. Die absolute Tonhöhe variiert von Individuum zu Individuum.
Ein einfacher englischer Aussagesatz besteht aus einem Sprechtakt mit fallendem Ton. Er hat in der britischen RP typischerweise folgendes Aussehen:

Die wichtigsten Teile des Sprechtaktes sind die erste betonte Silbe (head) und die letzte betonte Silbe (nucleus), auch Schwerezentrum des Sprechtaktes genannt. Die dem head vorangehenden unbetonten Silben sind der pre-head. Die dem nucleus  folgenden unbetonten Silben bilden den tail. Die zwischen head und nucleus betonten und unbetonten Silben bezeichnet man als body.
Kennzeichnend für den Tönhöhenverlauf des Sprechtaktes ist es, dass die unbetonten Silben des pre-head an der unteren Stimmgrenze einsetzen. Sie verharren dort oder steigen langsam zum head an.
Der head hat den höchsten Toneinsatz und liegt meist höher als im Deutschen. Die rhythmischen Gruppen des body steigen langsam zum nucleus, also bis zur letzten betonten Silbe ab.
Die unbetonten Silben im body fallen gleichmäßig zur nächsten betonten Silbe oder verharren auf der Tonhöhe der sie vorausgehenden betonten Silbe.
Die im Deutschen oft vorkommende Sägeblattintonation, also das Auf und Ab nichtbetonter und betonter Silben, ist im Englischen unbekannt.
Der Schwerpunkt des Sprechtaktes sind nucleus und tail, die zusammen das Sprechtaktende bilden.
Im nucleus gleitet der Ton bei fallender Intonation des gezeigten Beispiels aus mäßiger Tonhöhe zur unteren Stimmgrenze gleichmäßig ab. Die unbetonten Silben des tail bewegen sich entweder entlang der unteren Stimmgrenze wie im gezeigten Beispiel oder setzen den Tonabglitt des nucleus gleichmäßig fort.
Lediglich wenn der nucleus einen kurzen Vokal vor einer Fortis, insbesondere /p, t, k/ enthält, kann der Abschluss des Sprechtakts durch einfaches Tieferlegen des Tons oder durch Sprung von der betonten auf die unbetonte erfolgen.
Deutschsprachige neigen generell, also auch in Fällen, wo das Englische gleichmäßig nach unten gleiten muss, zu einem Sprung hinab zur unteren Stimmgrenze.
Die Intonation des oben genannten Satzes kann auch auf eine andere Weise erfolgen. Wenn nämlich auf ein vorher erwähntes „Northumberland“ nur zurückgewiesen wird, dann liegt das Schwerezentrum des Sprechtaktes auf der ersten Silbe des Wortes easier und die Intonationskurve sieht folgendermaßen aus:

Jetzt fallen head, body und nucleus zusammen, und der gleichmäßige Tonabfall bis zur unteren Stimmgrenze beginnt bereits auf der ersten Silbe von easier.
Das gleichmäßige Gleiten des nucleus erfolgt im Englischen auch bei steigender Intonation, beispielsweise bei einer Entscheidungsfrage. Dabei gleitet der Tonhöhenverlauf bis zur unteren Stimmgrenze, um dort den nucleus anzusetzen und nach oben zu gleiten. Auch im Falle steigender Intonation neigen Deutschsprachige generell dazu, sprunghaft und abrupt den Ton zu heben oder den nucleus lediglich hochzulegen.
Die graphische Darstellung der Intonation ist aufwendig. Deshalb finden sich in den meisten Lehrwerken der englischen Sprache einfachere Notationen des Tonverlaufs, die jedoch die Kenntnis der hier dargestellten Grundform der englischen Intonation voraussetzen.
Im Internationalen Phonetischem Alphabet steht:
- für die betonte Silbe das Zeichen: ˈ.
- für fallende Intonation  das Zeichen: ↘.
- für steigende Intonation das Zeichen; ↗.
- für eine fallend-steigende Intonation: ↘↗.
- für eine steigend-fallende Intonation: ↗↘.

Die oben gegebenen Satzbeispiele können nach dieser einfacheren Notation also wie folgt dargestellt werden:
- There must be an ˈeasier way of ˈgetting to ↘ˈNorthumberland.
- There must be an ↘ˈeasier way of ˈgetting to ˈNorthumberland.

#### Intonationsmuster
In neutraler Rede gibt es im Englischen folgende Intonationsmuster:
Der glide-down (Fallende Intonation) wird in folgenden Fällen verwendet:
- Aussagesätze:

It would be ˈ better to send for the ↘ˈdoctor.
- Bestimmungsfragen:

ˈ What’s the ↘ˈtime`?
- Befehlssätze:

ˈShut the ↘ˈdoor.
- Ausrufesätze:

What a ˈgood ↘ˈfilm!
Der glide-up (Einfache steigende Intonation)
- Entscheidungsfragen:

ˈAre you ↗ˈsure?
- Weiterweisende Sprechtakte:

As ˈsoon as I got ↗ˈup I ˈmade my ˈway to the ↘ˈbathroom.
Eine im Vergleich zum Englischen unterschiedliche Aussprache mancher Vokale und Konsonanten, vom Englischen abweichende Rhythmus- und Betonungsmuster und letztlich eine von der englischen Sprache divergierende Intonation machen insgesamt den typisch fremdländischen Akzent aus.